# Luchthaven Damascus
De internationale luchthaven van Damascus (in het Arabisch: مطار دمشق الدولي) is een publieke luchthaven in Damascus, de hoofdstad van Syrië. Het is de drukste luchthaven van Syrië. In 2010 maakten ongeveer 5,5 miljoen passagiers gebruik van de luchthaven, een groei van 50% ten opzichte van 2004.
Sinds het begin van de burgeroorlog is de luchthaven een aantal keer gesloten geweest en zijn veel internationale luchtvaartmaatschappijen gestopt met het uitvoeren van vluchten naar deze luchthaven. Hieronder vallen British Airways (sinds mei 2012), Royal Jordanian (sinds juli 2012), Emirates en Egypt Air. In november en december 2012 werd de luchthaven twee dagen gesloten vanwege de heftige gevechten.

## Ongelukken en incidenten
- Op 10 november 1970 werd een Douglas DC-3 van Saudia gekaapt, toen het onderweg was van de luchthaven van Amman, Jordanië naar King Khalid International Airport in Riyadh, Saoedi-Arabië. Het vliegtuig landde in Damascus.
- Op 20 augustus 1975 verongelukte een vlucht van Czech Airlines (een Iljoesjin Il-62) tijdens de landing in Damascus. Van de 128 inzittenden, overleefden slechts twee het ongeluk.